# Jenő
Jenő là một thị trấn thuộc hạt Fejér, Hungary. Thị trấn này có diện tích 5,56 km², dân số năm 2010 là 1354 người, mật độ 244 người/km².